# بطولة العالم لسباق الدراجات على الطريق 1996
بطولة العالم لسباق الدراجات على الطريق 1996 هي الدورة ال69 من بطولة العالم لسباق الدراجات على الطريق، أجريت في لوغانو، سويسرا.

## النتائج النهائية
| المسابقة              | ذهبية                         | فضية                           | برونزية                          |
| --------------------- | ----------------------------- | ------------------------------ | -------------------------------- |
| الرجال                |                               |                                |                                  |
| سباق الطريق ضد الساعة | يوهان موسيو (بلجيكا)          | ماورو جيانيتى (سويسرا)         | ميشيل بارتولي (إيطاليا)          |
| سباق الطريق المداري   | أليكس تسولي (سويسرا)          | كريس بوردمان (المملكة المتحدة) | طوني رومينغر (سويسرا)            |
| السيدات               |                               |                                |                                  |
| سباق الطريق ضد الساعة | جيني لونغو (فرنسا)            | كاثرين مارسال (فرنسا)          | Alessandra Cappellotto (إيطاليا) |
| سباق الطريق المداري   | Barbara Heeb (سويسرا)         | Rasa Polikevičiūtė ‏ (ليتوانيا) | Linda Jackson (كندا)             |
| رجال أقل من 23 سنة    |                               |                                |                                  |
| سباق الطريق المداري   | جوليانو فيجويراس (إيطاليا)    | Roberto Sgambelluri (إيطاليا)  | Luca Sironi (إيطاليا)            |
| سباق الطريق ضد الساعة | Luca Sironi (إيطاليا)         | Roberto Sgambelluri (إيطاليا)  | أندرياس كلودن (ألمانيا)          |
| شبان                  |                               |                                |                                  |
| سباق الطريق المداري   | هولغر لوف (ألمانيا)           | Jacob Nielsen (الدنمارك)       | Claudio Astolfi (إيطاليا)        |
| سباق الطريق ضد الساعة | سيمون لو فانو (إيطاليا)       | ماثيو هيمان (أستراليا)         | يوري كريفتسوف (أوكرانيا)         |
| شابات                 |                               |                                |                                  |
| سباق الطريق المداري   | Alessandra D'Ettore (إيطاليا) | Oksana Saprykina (أوكرانيا)    | مارتينا كروزا (إيطاليا)          |
| سباق الطريق ضد الساعة | راشيل لينكه (أستراليا)        | Natascha Klewitz (ألمانيا)     | Samanta Loschi (إيطاليا)         |